# Efecte Coandă

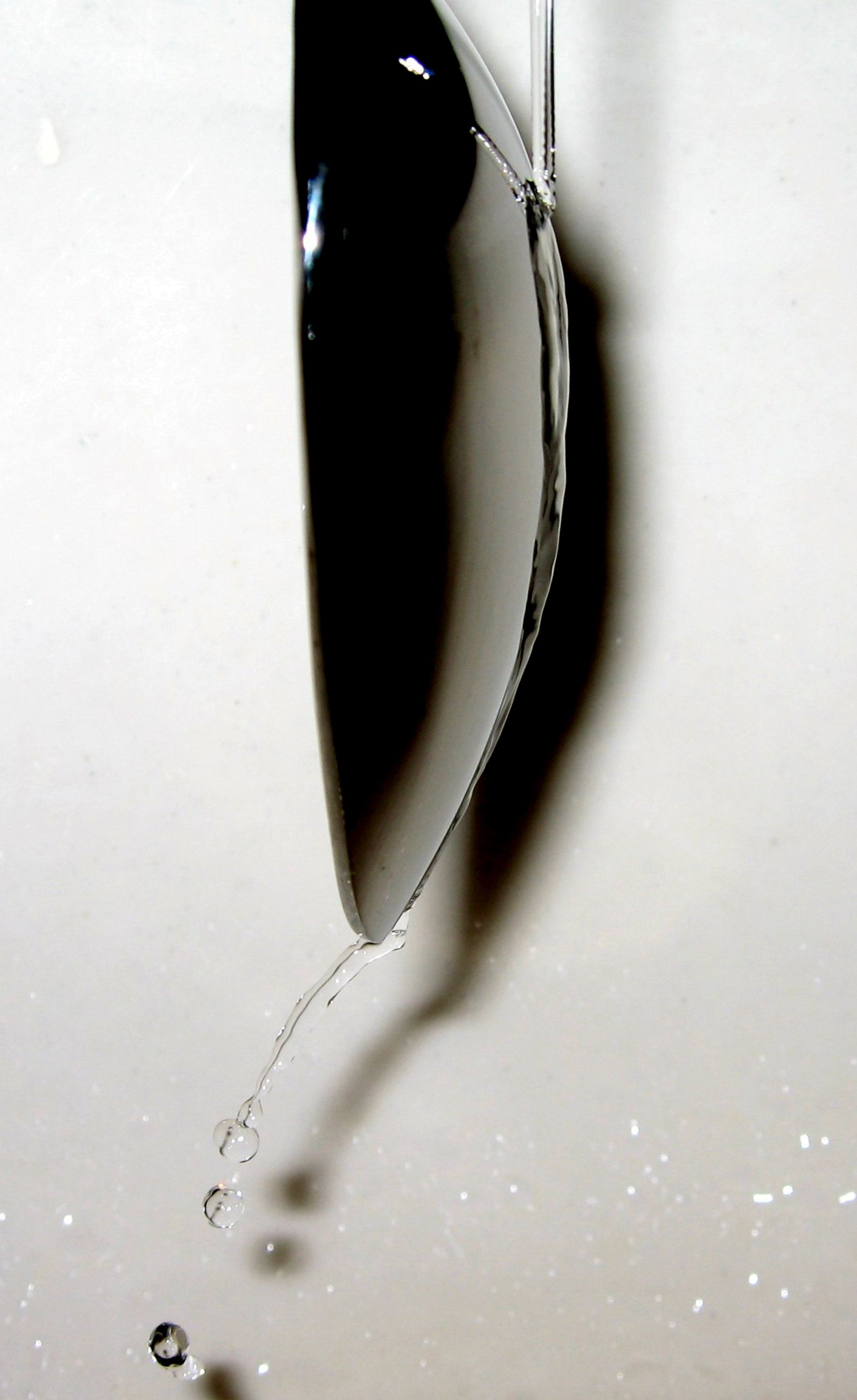
L'efecte Coanda demostrat amb una cullera i un raig d'aigua

L'efecte Coandă és el fenomen físic de la mecànica de fluids en el qual un corrent de fluid — gasós o líquid — tendeix a ser atret per una superfície veïna a la seva trajectòria. El terme va ser encunyat per Albert Metral en honor de l'enginyer aeronàutic romanès Henri Coandă, que va descobrir l'efecte en el seu prototip d'un avió de reacció.

## Fonament teòric

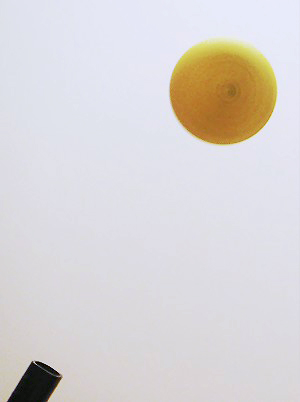
L'efecte Coanda sustentant una pilota enlaire

Una bona manera d'explicar en què consisteix l'efecte Coandă és amb un exemple: si sobre una superfície corba, com per exemple un cilindre, s'hi aboca quelcom sòlid, l'element abocat rebotarà en direcció oposada al cilindre, i aquest, pel principi d'acció-reacció, tendirà a anar en direcció oposada a la que ha pres l'element sòlid. En canvi, si es repeteix aquesta experiència amb un líquid, la seva viscositat el farà tendir a enganxar-se a la superfície corba del cilindre. Si ens imaginéssim el líquid que cau com milers de capes d'aigua, les capes que toquen el cilindre s'hi enganxarien; mentre que la resta, per efecte del fregament, s'hi anirien enganxant gradualment i anirien adquirint una desviació progressiva.

## Descobriment
Encara que el principi de l'ou com balla era conegut d'antuvi, l'efecte Coandă va ser descobert el 1910 per Henri Coandă, que es va interessar en el fenomen després d'haver destruït un prototip d'aeroplà que ell mateix havia desenvolupat (Coandă-1910). En veure com les flames i els gasos cremats que sortien dels motors s'aproximaven al fuselatge, Coandă va observar que un fluid tendia a seguir el contorn de la superfície sobre la qual incidia, si la seva curvatura o l'angle d'incidència del fluid amb la superfície no eren gaire accentuats.

## Aplicacions pràctiques de l'efecte Coandă
L'efecte Coandă és aprofitat en nombroses situacions. Per exemple, en l'automobilisme, i en especial en la Fórmula 1, l'any 2011 l'equip Red Bull va introduir l'ús de difusors que canalitzaven l'aire vers diverses parts del vehicle per tal d'augmentar-ne l'estabilitat i l'adherència. Aquest recurs fou ràpidament desenvolupat i implantat per la resta d'equips participants de la Fórmula 1, en especial McLaren, Sauber, Ferrari i Lotus.

## L'ou com balla

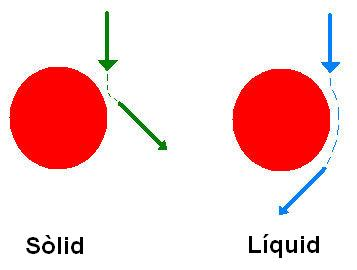
Efecte Coanda

L'explicació de per què s'aguanta l'ou com balla ens la dona l'efecte Coandă, encara que hi ha el principi de Bernoulli subjacent, que és la base per a poder aclarir-ne el primer.
Suposem una superfície corba, per exemple una esfera, que és el cas de l'ou com balla (tal com està en la il·lustració). Si sobre aquesta es llança alguna cosa sòlida (arròs, per exemple), ambdós rebotaran en sentits contraris. L'ou, pel principi d'acció-reacció, tendirà a anar en el sentit en què l'ha empès l'arròs, i aquest rebotarà. Això es pot veure a la primera part de la il·lustració.
Si repetim aquesta experiència amb un fluid, aquest, per la seva viscositat, tendirà a "enganxar-se" a la superfície corba. Ni el fluid ni la pilota rebotaran en la direcció oposada, el fluid seguirà la seva trajectòria, adaptant-se suaument a la superfície corba, i l'ou tendirà a anar cap a l'aigua que l'empeny. En el cas de l'ou com balla, l'aigua l'estira en totes direccions, abans de caure per l'acció de la gravetat i així el manté en equilibri.